# محمد صنعتی
محمد صنعتی (متولد ۱۳۲۴، اصفهان) روان‌پزشک، نویسنده، منتقد ادبی و دانشیار دانشگاه علوم پزشکی تهران است. او در برخی از فیلمنامه‌هایی که برای تلویزیون و سینما نوشته است؛ نام مستعار محمد آذری برای خود انتخاب می‌کرد. از جمله در خانه قمر خانم.

## زندگی
محمد صنعتی در سال ۱۳۲۴ در شهر اصفهان متولد شد. تحصیلات ابتدایی را در دبستان هدایت در سال ۱۳۳۰ و تحصیلات متوسطه را در دبیرستان سعدی گذراند و در سال ۱۳۴۲ موفق به اخذ مدرک دیپلم شد. تحصیلات عالی خود را در سال ۱۳۴۲ در رشته پزشکی دانشکده پزشکی دانشگاه تهران آغاز کرده و در سال ۱۳۴۹ فارغ‌التحصیل شد. وی هم‌اکنون به عنوان عضو هیئت علمی و دانشیار گروه روان‌پزشکی در بیمارستان روزبه و دانشگاه علوم پزشکی تهران مشغول به کار است.

## آثار
- هدایت و هراس از مرگ[۲]
- اسطوره و خرافه[۳]

## جوایز
دریافت جایزه «خدمات فوق‌العاده ارزشمند به روان‌کاوی»